# Antirrhinum australe
Antirrhinum australe là một loài thực vật có hoa trong họ Mã đề. Loài này được Werner Hugo Paul Rothmaler mô tả khoa học đầu tiên năm 1956.

## Phân bố
Loài này có ở miền nam Tây Ban Nha và miền bắc Maroc.